# Pothyne longipennis
Pothyne longipennis är en skalbaggsart som beskrevs av Stephan von Breuning 1943. Pothyne longipennis ingår i släktet Pothyne och familjen långhorningar.
Artens utbredningsområde är Myanmar. Inga underarter finns listade i Catalogue of Life.